# Јустиција
Јустиција (лат. Iustitia) је римска богиња правде и праведности.

## Митологија
Праведност и право су веома често две потпуно различите ствари, па су, вероватно због тога, Грци имали две богиње
- Дика - Богиња праведности
- Темида - Богиња права, или законитог поретка

Римљани су ове две ствари спојили у једну - изједначили су постулате права и праведности, а то се и уобличило у једном божанству које је у себи спајало та два појма. Јустиција је била њихова богиња која је у себи имала све одлике Дике и Темиде.
Отац Јустиције је био Јупитер, а понекад се у неким митовима јавља и Сатурн као њен отац.
Јустиција је приказивана као часна жена везаних очију, која у десној руци држи мач, а у левој вагу. Ова два симбола исказују њену потребу да тачно одвага кривицу и невиност.